# 里瑟斯星
小行星9142（英語：9142 Rhesus）是一颗围绕太阳公转的小行星。1977年10月16日，C. J. 万·豪敦、I. 万·豪敦-格勒内费尔德、T. 赫雷爾斯在帕洛马山发现了此天体。
小行星以古希臘神話伊利亞特（lliad）第十卷中的一位色雷斯（Thracian）國王里瑟斯命名。
这颗小行星的绝对星等为10.74等。